# Il profumo del tempo delle favole
Il profumo del tempo delle favole è un film del 2016 diretto da Mauro Caputo.

## Produzione
Il protagonista e la voce narrante del film è Giorgio Pressburger mentre le musiche originali sono di Alfredo Lacosegliaz
Nel film, come nelle altre opere che compongono la trilogia, sono stati inseriti numerosi riferimenti e citazioni letterarie, simbolismi e significati nascosti che permettono allo spettatore di cogliere il messaggio profondo delle opere filmiche e ne caratterizzano il linguaggio.
Il film è stato girato a Trieste.

## Distribuzione
Il film è stato inserito nel 2016 nel programma ufficiale della XIII edizione delle Giornate degli Autori - Venice Days della Mostra Internazionale del Cinema di Venezia come "Evento speciale" e successivamente alla XIV edizione del Mittel Cinema Fest - Italian Film Festival in Central Europe, evento per la diffusione del cinema italiano nella Mitteleuropa. Ottiene una segnalazione al premio Nastro d'argento DOC 2017 dove viene assegnato anche un Nastro d'argento Speciale a Giorgio Pressburger. 
Il film distribuito dall'Istituto Luce Cinecittà è uscito nelle sale italiane il 23 novembre 2016 e successivamente in Blu-ray Disc.